# Olga Chrobra
Olga Chrobra (ur. 29 czerwca 1926 w Krakowie, zm. 1994) – polska pisarka i artystka rzeźbiarka.

## Życiorys
Absolwentka Akademii Sztuk Pięknych w Krakowie. Od 1952 roku pracowała w szkolnictwie artystycznym. W 1977 roku otrzymała honorowe wyróżnienie Harcerskiej Nagrody Literackiej za Palenisko oraz Oto jest Polska, chcę żeby Polska.

## Twórczość literacka
- Dwie ulice
- Koniec zabawy
- Palenisko
- Kopciuszek bez królewicza